# Вільям Спроул
Вільям Кемерон Спроул (16 вересня 1870 в Октораро, містечко Колрейн, штат Пенсільванія — 21 березня 1928) — визначений американський політик, представник Республіканської партії, який обіймав посаду губернатора Пенсільванії протягом періоду з 1919 по 1923 рік.
Вільям Спроул проявив себе як досвідчений лідер, працюючи на благо своєї держави та країни. Він виступав за принципи та цінності Республіканської партії, спрямовуючи свої зусилля на зміцнення економіки та соціальний розвиток Пенсільванії. Його служба на посаді губернатора відзначалася високою ефективністю та відданістю просвітницьким ідеалам.